# El amor brujo (Manuel de Falla)
El amor brujo (Spaans voor Liefde (voor de) tovenaar, soms vertaald als behekste liefde) is een ballet met passionele flamencozang (“cante jondo”) van de Spaanse componist Manuel de Falla. Het is een liefdesverhaal met hekserij en dansen, waar een jonge vrouw achtervolgd wordt door het spook van een jaloerse, dode minnaar. Het ballet ging in première op 15 april 1915 in het Teatro Lara van Madrid. Na aanvankelijke kritiek bracht De Falla verschillende gewijzigde versies uit. In zijn latere versie wordt het gerekend tot de beste werken van de Spaanse klassieke muziek. 

## Ontstaan
Het ballet, dat oorspronkelijk als titel droeg El Amor Brujo. Gitanería en un acto y dos cuadros (Liefde voor de tovenaar. Zigeunerdrama, eenakter met twee tonelen) werd in 1914-1915 gecomponeerd voor de toenmalige sterdanseres Pastora Imperio (Pastora Rojas Monje, 1889-1979), met wie De Falla eerder in contact was gekomen.
Het libretto staat officieel op naam van Gregorio Martínez Sierra. Maar in de praktijk zijn de verhalen, geschreven in het Andalusisch-Spaans van de zigeuners, meer dan waarschijnlijk afkomstig van diens echtgenote María de la O Lejárraga.
In 1916 bewerkte De Falla een versie voor sextet en beperkt orkest, en het jaar nadien een concertversie. Later volgde een pianosuite, en uiteindelijk in 1925 een tweede balletversie, met een uitgebreid orkest, zonder vertelling, en een aantal kleinere wijzigingen. Het is deze laatste versie die internationaal het meest bekend is geworden.
Het ballet omvat de beroemde Danza ritual del fuego (dans van het vuurritueel), de Canción del fuego fatuo (lied van het dwaallicht) en Danza del terror (dans van de angst).

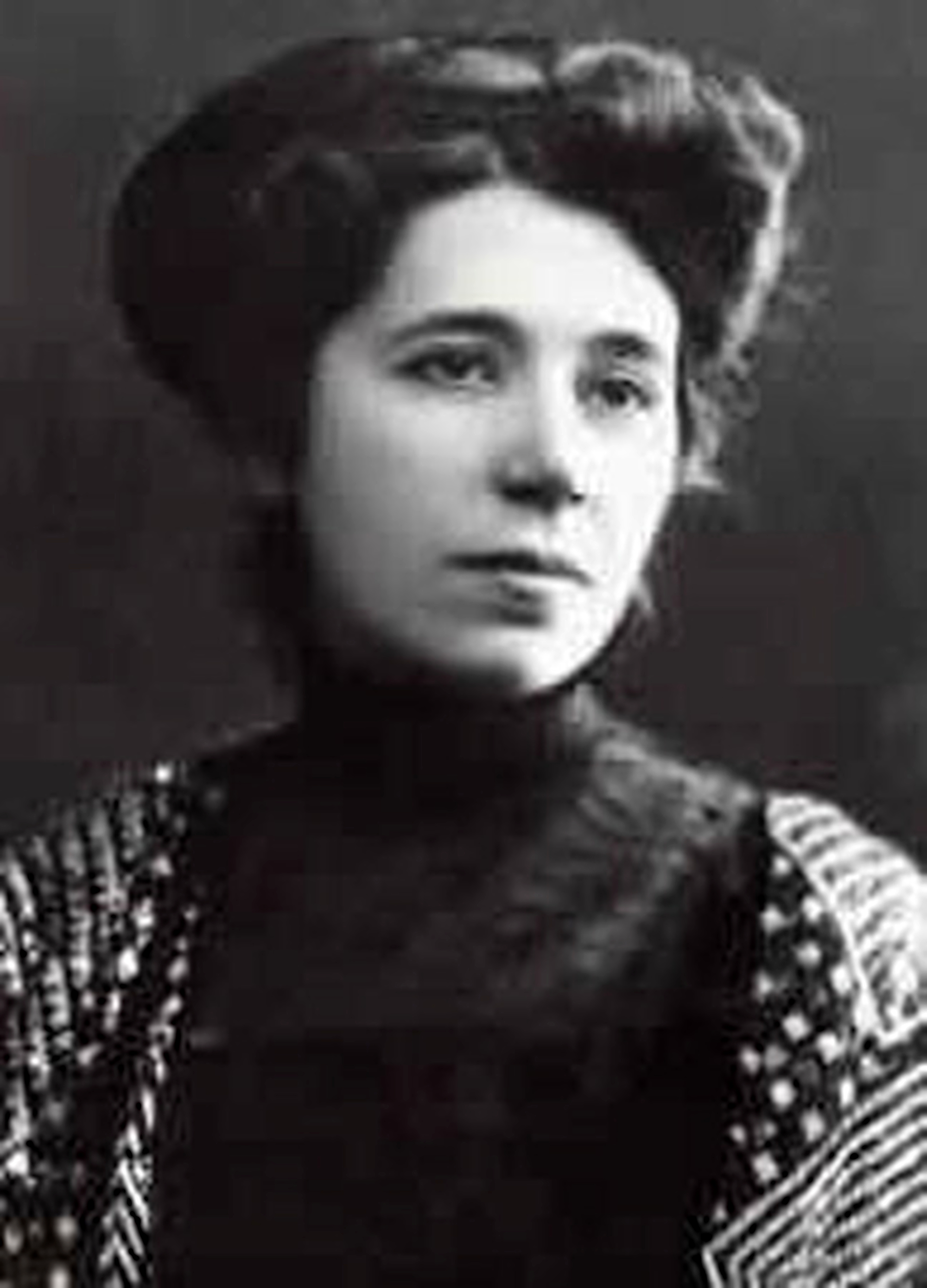
Libretto van María Lejárraga
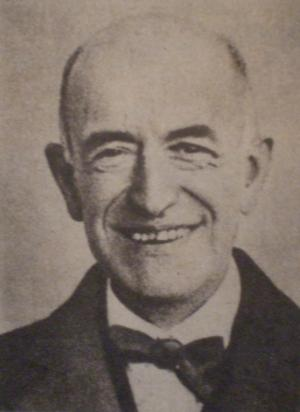
Muziek van Manuel de Falla
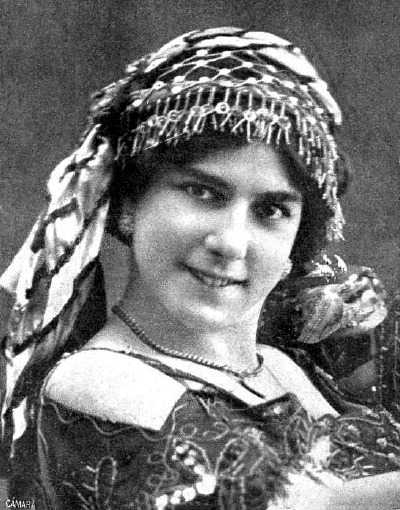
Sterdanseres en muze Pastora Imperio

## Het verhaal
Een jonge zigeunervrouw, Candela, wordt gekweld door de jaloerse geest van haar dode geliefde (in een andere versie is het haar echtgenoot), die haar tijdens zijn leven ontrouw was, maar nu in het graf geen rust kan vinden. Daardoor kan zij de liefde niet hervinden met haar nieuwe geliefde Carmelo. Bezweringen, rituele vuurdansen en gezangen, niets helpt. Pas wanneer Candela’s vriendin Lucia aanbiedt zich met de geest op te houden, wordt de geest in het vuur verteerd, en kunnen Candela en Carmelo de liefde vinden.

## Bewerkingen
Een van de bekendste muzikale onderdelen van het ballet, Canción del Fuego Fatuo (Lied van het dwaallicht), werd in de 20e eeuw meermaals bewerkt, onder meer door de jazzmuzikant Miles Davis Will O' the Wisp, in een arrangement van Gil Evans voor zijn album Sketches of Spain  en in het album Paco de Lucía interpreta a Manuel de Falla van flamencogitarist Paco de Lucía. 